# Fédération socialiste suisse
Pour les articles homonymes, voir FSS.
La Fédération socialiste suisse (FSS) est un ancien parti politique suisse résultant d'une scission du Parti socialiste suisse (PSS) et réunissant les sections cantonales socialistes de Genève et de Vaud.

## Histoire
En septembre 1939, Léon Nicole est exclu du PSS en raison de sa position favorable au Pacte germano-soviétique mais la majorité des socialistes genevois et vaudois l'appuient. La FSS est fondée peu après les élections fédérales, le 3 décembre 1939. Représentée à Berne par quatre parlementaires (Léon Nicole, Jacques Dicker, Ernest Gloor et Eugène Masson), cette formation voit d'abord le Conseil national décider de porter l'effectif minimum d'un groupe parlementaire de 3 à 5 membres pour éviter la formation d'un groupe par la FSS. La formation est dissoute le 27 juin 1941 par le Conseil fédéral qui l'assimile à une formation communiste. Ses parlementaires sont déchus de leur mandat tant sur le plan fédéral que cantonal. Leurs sièges sont occupés par des hommes de droite. Ses journaux sont interdits et ses membres entrent dans la clandestinité. Un mot d'ordre en faveur des candidats de l'Alliance des Indépendants facilite l'élection de 16 candidats de ce parti au Grand Conseil genevois en 1942 car ils militent contre ses interdictions. La plupart des personnes interdites réapparaissent par la suite au sein du nouveau Parti du Travail en 1944. Ce fut notamment le cas de Jean Vincent à Genève et d'André Muret à Lausanne.